# Sarpy megye
Sarpy megye az Amerikai Egyesült Államokban, azon belül Nebraska államban található. Megyeszékhelye Papillion, legnagyobb városa Bellevue. Lakosainak száma 190 604 fő (2020. április 1.). Sarpy megye Douglas, Cass, Saunders, Pottawattamie és Mills megyékkel határos.

## Népesség
A megye népességének változása:
| Lakosok száma | 159 736 | 162 639 | 165 787 | 169 331 | 175 692 | 190 604 |
|               | 2010    | 2011    | 2012    | 2013    | 2015    | 2020    |